# Job Jaffré
Pour les articles homonymes, voir Jaffré.
Joseph-Marie Jaffré, plus connu sous le nom de Job Jaffré, alias Jos Pempoull, est un journaliste français brittophone né à Berné (Morbihan) le 6 mai 1906 et mort à Lorient le 12 mars 1986. Comme écrivain, il s'est fait le défenseur du breton et de la culture bretonne et a réalisé des travaux d'onomastique et de toponymie. Engagé dans le mouvement nationaliste breton, il a été rédacteur en chef de l'hebdomadaire L'heure bretonne, organe pro-nazi et antisémite du Parti national breton, de 1940 à 1944. Cela lui a valu d'être arrêté et condamné, à la Libération. En 1955, il reprend ses activités de journaliste à La Liberté du Morbihan.

## Biographie
Né le 6 mai 1906 au village de Manépil, en Berné, près du château et de l'étang de Pontcallec, il est l'aîné de huit enfants.
Journaliste au Nouvelliste du Morbihan, il crée le Cercle celtique de Lorient et milite au Parti national breton. Il collabore aussi bénévolement à la revue littéraire en breton de Loeiz Herrieu, Dihunamb.
Pendant l'Occupation allemande, il est animateur de Radio Rennes Bretagne, où il fait l'apologie de l'Allemagne nazie le 6 février 1943, sous le nom d'« Erwan Croezer », et, à partir de décembre 1940, rédacteur de L'heure bretonne, organe du Parti national breton d'Olier Mordrel (remplacé en décembre par Raymond Delaporte) paru à partir du 14 juillet 1940, qui exalte le sentiment national breton, sur un terrain racial, et dénonce l'« empire français », avec un succès médiocre parmi les populations — si le tirage finit par atteindre 25 à 30 000 exemplaires du fait de son opposition au gouvernement de Vichy (destinée à convaincre les Allemands du manque de loyauté de celui-ci à leur égard et de la nécessité pour eux de s'appuyer sur le PNB), la population se montre méfiante, et les incidents sont fréquents entre elle et les vendeurs à la criée du journal,. Il en devient le rédacteur en chef en mai 1941.
Le 18 juillet 1942, L'Heure Bretonne publie en une « À la porte les juifs et les enjuivés » de Raymond Delaporte (no 105, 18 juillet 1942, p. 1 et no 109, 15 août 1942, p. 1), au lendemain de la Rafle du vélodrome d'hiver des 16 et 17 juillet. Le 25 juillet, « Les Français sont-ils des Juifs? » (no 106, 25 juillet 1942, p. 2), signé « ALB ». Le 21 novembre, il titre « Les Salomon de Bretagne ne sont pas juifs ». Dans le no 89, il fait paraître « La Liquidation du bolchevisme et l'Organisation de l'Est européen », signé « Yves Douguet », alias Yves Delaporte, qui félicite Alfred Rosenberg de procéder « avec méthode à l'anéantissement définitif du péril slavo-asiatique » et de mener une « œuvre de salvation du monde nordique et occidental ».
Sous son pseudonyme de Tug, il dénonce en avril 1943 les bombardements de « youtre-atlantique » (no 142), et il attend en octobre 1943 un « renversement d'alliance (…) quand le problème juif aura été éliminé » (no 171, avec sa signature « St. K. »).
Hervé Le Boterf, dans son ouvrage La Bretagne dans la guerre, affirme que « sous son impulsion, l'hebdomadaire du parti adopta le style populaire et familier du roman chez la portière pour exploiter, au bénéfice d'un nouvel accroissement de la diffusion du journal, tous les ragots et commérages de chefs-lieux de canton destinés à alimenter la rubrique avidement suivie des multiples scandales de l'administration et du ravitaillement ».
Lors de la Libération, il est emprisonné pendant quatorze mois, relâché en décembre 1945, puis condamné à cinq ans d'indignité nationale le 3 juillet 1946 par la Chambre civique d'Ille-et-Vilaine. À ce titre, il a bénéficié de la loi d'amnistie de 1951,.
Il redevient journaliste en 1955 au quotidien La Liberté du Morbihan, qui a pris la succession du Nouvelliste de Lorient avant de disparaître à son tour en 1995. Il est particulièrement chargé de superviser l'actualité du Pays d'Auray. Une de ses productions les plus lues et appréciées est alors la chronique hebdomadaire bilingue signée Mabedad (littéralement, « le fils de son père »). Il fonde le cercle Sten Kidna d'Auray avec Octave Quigna dit Sten Kidna) et se donne une image de militant culturel, sans renoncer à ses prises de position politiques. 
Il collabore à la revue Breizh, publiée par Kendalc'h.
Il décède à Lorient (Morbihan), le 12 mars 1986.

## Publications
- Breizh hor bro (« Bretagne notre Pays »), avec la collaboration de Charles Le Gall, Kendalc'h, octobre 1955 (rééd., Toutes les Cultures de Bretagne, éditions Skol Vreizh, 2005)[17].
- Job Jaffré, Seigneurs et Seigneuries du Kemenet-Heboé : pays de Lorient, Éd. Dalc'homp Sonj, 1986, 269 p. (ISBN 2-905929-00-6)
- Yann Ar Baluc'henn (arrangé par Daniel Doujet), Dastum, 1986. Recueil de nouvelles publiées dans le journal La Liberté du Morbihan. La langue employée est plutôt informelle[18].
- Secrets et Mystères de nos Kêr, Lorient, éditions Dalc'homp Sonj , 1995.
- Etrezomp e brezhoneg (Entre nous en breton), Emglev Bro an Oriant, 2008-2009, tomes 1 (1980-1981) et 2 (1982-1983). Recueil d'articles hebdomadaires du journal La Liberté du Morbihan.